# Lance Henriksen
Lance James Henriksen (New York, 5 maggio 1940) è un attore statunitense.

## Biografia
Henriksen nacque a Manhattan, New York, da famiglia povera. Suo padre era un pescatore e pugile norvegese, James Henriksen, soprannominato "Icewater", che passò la maggior parte della sua vita in mare. La madre di Henriksen, Margueritte Werner, lottò per trovare lavoro come istruttrice di ballo, cameriera e modella. I suoi genitori divorziarono quando aveva solo due anni e fu affidato alla madre. Crescendo si trovò spesso nei guai nelle scuole che frequentò, e conobbe anche il riformatorio.
Henriksen abbandonò la scuola e se ne andò da casa all'età di dodici anni: rimase analfabeta fino all'età di trent'anni, quando imparò a leggere sui copioni cinematografici. Passò gran parte della propria adolescenza come teppistello di strada a New York. Viaggiando sui treni merci attraverso il Paese, fu anche arrestato per reati minori come il vagabondaggio: fu durante questo periodo che strinse una forte e duratura amicizia con James Cameron e Bruce Kenselaar.
Henriksen finalmente usò il proprio talento artistico con il suo primo lavoro: dipingere scenari teatrali. In effetti, la prima partecipazione ad una pièce teatrale l'ottenne proprio perché ne aveva dipinto le scene. Appena trentenne si diplomò all'Actors Studio e cominciò a recitare nei teatri Off-Broadway di New York. La sua prima partecipazione ad un film arrivò nel 1972 con It Ain't Easy : da lì in poi iniziò a ricoprire piccoli ruoli in film di ogni genere, da Quel pomeriggio di un giorno da cani (1975) a La maledizione di Damien (1978). Interpretò anche l'astronauta Walter Schirra in Uomini veri (1983) e l'attore Charles Bronson nel film televisivo biografico Reason for Living: The Jill Ireland Story.
Nel 1981 iniziò il suo sodalizio artistico con James Cameron prendendo parte al suo film d'esordio Piraña paura (1981). Quando Cameron stava scrivendo la sceneggiatura di Terminator (1984), originariamente pensava ad Henriksen nel ruolo del Terminator. Cameron si spinse a tal punto da disegnare un'immagine del Terminator con il volto di Henriksen, e si presentò con l'attore vestito come il personaggio alla riunione dell'Orion Pictures. La produzione però scelse alla fine Arnold Schwarzenegger, e lasciò a Henriksen il piccolo ruolo del detective Hal Vukovich. Henriksen probabilmente è meglio conosciuto per il suo ruolo dell'androide Bishop del film Aliens - Scontro finale (1986), ripreso poi in Alien³ (1992). L'attore ritornò ancora nella saga aliena con il ruolo di Charles Bishop Weyland, l'uomo su cui l'androide venne basato, nel film Alien vs. Predator (2004). Nel 1989 partecipò al film La casa 7.
Henriksen e Bill Paxton sono gli unici due attori ad apparire nelle saghe di Alien, Predator e Terminator.
Nel 1996 Henriksen fu protagonista della serie televisiva Millennium, creata e prodotta da Chris Carter, il creatore di X-Files. In questa interpretò Frank Black, agente dell'FBI che possiede l'abilità unica di vedere nella mente degli assassini. Carter creò il ruolo espressamente per l'attore. Il ruolo fruttò a Henriksen il favore della critica, una candidatura al People's Choice Award come miglior attore televisivo maschile e tre consecutive candidature ai Golden Globe per lo stesso motivo. La serie fu cancellata nel 1999, e la figlia di Henriksen, Alcamy, apparve non accreditata in un episodio.
Tre personaggi sono stati scritti appositamente per Henriksen, sebbene l'attore sia riuscito a interpretarne solo uno: per lui James Cameron scrisse Terminator, Chris Carter creò il Frank Black di Millennium e infine Victor Salva scrisse Jeepers Creepers - Il canto del diavolo (2001), pensando all'attore nel ruolo del "Creeper", ricoperto poi invece da Jonathan Breck. 
Negli ultimi anni Henriksen è stato attivo nel campo del doppiaggio, dando la sua voce caratteristica a molti personaggi d'animazione e di videogiochi. Nel Tarzan della Walt Disney (1999), e nel suo sequel in home video, Henriksen ha dato la voce al personaggio di Kerchak, la scimmia che fa da padre a Tarzan, e all'alieno malvagio Brainiac in Superman: Brainiac Attacks (2006). Ha dato la voce a Molov nel videogioco Red Faction II (2002) e ha contribuito ai videogiochi Run Like Hell 2002, titolo della serie Gun (2005), e Four Horsemen of the Apocalypse (2004) poi cancellato. Ha partecipato al gioco di ruolo Mass Effect (2007) dando la voce all'Ammiraglio Hackett dello Human Systems Alliance. Inoltre Henriksen ha fatto da speaker nei video promozionali di internet della PlayStation 3.
Nel 2005 è stato la voce di Andrei Rublev in IGPX, di Cartoon Network. Recentemente ha dato la voce a Lockdown nella serie animata Transformers. Nel 2007 ha interpretato nel film horror Caccia al ragno assassino il perfido dottor Lecorpus. Nonostante la lunga carriera d'attore Henriksen ha ripreso il suo lavoro artistico: dal 2017, infatti, è online un suo e-commerce dove vende oggettistica in argilla, creata da lui stesso.
In televisione Henriksen è apparso nel cast di Into the West (2005), miniserie prodotta da Steven Spielberg, e nella telenovela brasiliana Caminhos do Coração (2007)

## Filmografia

### Attore

#### Cinema
- Il sesto eroe (The Outsider), regia di Delbert Mann (1961) – non accreditato
- L'imperatore del Nord (Emperor of the North Pole), regia di Robert Aldrich (1973)
- Quel pomeriggio di un giorno da cani (Dog Day Afternoon), regia di Sidney Lumet (1975)
- Terrore nel buio (Mansion of the Doomed), regia di Michael Pataki (1976)
- Il prossimo uomo (The Next Man), regia di Richard C. Sarafian (1976)
- Quinto potere (Network), regia di Sidney Lumet (1976)
- Incontri ravvicinati del terzo tipo (Close Encounters of the Third Kind), regia di Steven Spielberg (1977)
- La maledizione di Damien (Damien: Omen II), regia di Don Taylor e Mike Hodges (1978)
- Stridulum (The Visitor), regia di Giulio Paradisi (1979)
- Il principe della città (Prince of the City), regia di Sidney Lumet (1981)
- Piraña paura (Piranha Part Two: The Spawning), regia di James Cameron e Ovidio G. Assonitis (1982)
- Nightmares - Incubi (Nightmares), regia di Joseph Sargent (1983)
- Uomini veri (The Right Stuff), regia di Philip Kaufman (1983)
- Terminator (The Terminator), regia di James Cameron (1984)
- Doppio taglio (Jagged Edge), regia di Richard Marquand (1985)
- Alba selvaggia (Savage Dawn), regia di Simon Nuchtern (1985)
- Energia pulita (Choke Canyon), regia di Charles Bail (1986)
- Aliens - Scontro finale (Aliens), regia di James Cameron (1986)
- Il buio si avvicina (Near Dark), regia di Kathryn Bigelow (1987)
- Pumpkinhead, regia di Stan Winston (1988)
- Hit List - Il primo della lista (Hit List), regia di William Lustig (1989)
- La casa 7 (The Horror Show), regia di James Isaac e David Blyth (1989)
- Johnny il bello (Johnny Handsome), regia di Walter Hill (1989)
- Il pozzo e il pendolo (The Pit and the Pendulum), regia di Stuart Gordon (1991)
- Forza d'urto (Stone Cold), regia di Craig R. Baxley (1991)
- Alien³, regia di David Fincher (1992)
- Gli occhi del delitto (Jennifer 8), regia di Bruce Robinson (1992)
- I delitti di New Orleans (Delta Heat), regia di Michael Fischa (1992)
- Da solo contro tutti (Excessive Force), regia di Jon Hess (1993)
- Super Mario Bros., regia di Annabel Jankel e Rocky Morton (1993)
- Senza tregua (Hard Target), regia di John Woo (1993)
- Il migliore amico dell'uomo (Man's Best Friend), regia di John Lafia (1993)
- Knights - I cavalieri del futuro (Knights), regia di Albert Pyun (1993)
- Fuga da Absolom (No Escape), regia di Martin Campbell (1994)
- Boulevard, regia di Penelope Buitenhuis (1994)
- Il colore della notte (Color of Night), regia di Richard Rush (1994)
- Pronti a morire (The Quick and the Dead), regia di Sam Raimi (1995)
- Dead Man, regia di Jim Jarmusch (1995)
- Powder - Un incontro straordinario con un altro essere (Powder), regia di Victor Salva (1995)
- Bad Company (The Nature of the Beast), regia di Victor Salva (1995)
- Analisi di un assassino (Profile for Murder), regia di David Winning (1996)
- Intrappolati all'inferno (No Contest II), regia di Paul Lynch (1997)
- Scream 3, regia di Wes Craven (2000)
- The Mangler 2 (The Mangler 2: Graduation Day), regia di Michael Hamilton-Wright (2002)
- Unspeakable, regia di Thomas J. Wright (2002)
- The Untold - Agguato nel buio (The Untold), regia di Jonas Quastel (2002)
- Antibody, regia di Christian McIntire (2002)
- Mimic 3: Sentinel (Mimic: Sentinel), regia di J.T. Petty (2003)
- Atomic Truck (Rapid Exchange), regia di Tripp Reed (2003)
- Madhouse, regia di William Butler (2004)
- I colori dell'anima (Modigliani), regia di Mick Davis (2004)
- One Point O, regia di Jeff Renfroe e Marteinn Thorsson (2004)
- Out for Blood - La paura dilaga (Out for Blood), regia di Richard Brandes (2004)
- Alien vs. Predator (AVP: Alien vs. Predator), regia di Paul W. S. Anderson (2004)
- Hellraiser: Hellworld, regia di Rick Bota (2005)
- Devil on the Mountain (Sasquatch Mountain), regia di Steven R. Monroe (2006)
- Abominable, regia di Ryan Schifrin (2006)
- Ceneri alle ceneri - Pumpkinhead 3 (Pumpkinhead: Ashes to Ashes), regia di Jake West (2006)
- Faida di sangue - Pumpkinhead 4 (Pumpkinhead: Blood Feud), regia di Michael Hurst (2007)
- Bone Dry - Segreto letale (Bone Dry), regia di Brett A. Hart (2007)
- Appaloosa, regia di Ed Harris (2008)
- Pistol Whipped - L'ultima partita (Pistol Whipped), regia di Roel Reiné (2008)
- La febbre della prateria (Prairie Fever), regia di Stephen Bridgewater e David S. Cass Sr. (2008)
- Alone in the Dark II, regia di Michael Roesch e Peter Scheerer (2008)
- Screamers 2 - L'evoluzione (Screamers: The Hunting), regia di Sheldon Wilson (2009)
- Jennifer's Body, regia di Karyn Kusama (2009) – non accreditato
- Good Day for It, regia di Nick Stagliano (2011)
- Dorothy and the Witches of Oz, regia di Leigh Scott (2011)
- The Last Push, regia di Eric Hayden (2012)
- Phantom, regia di Todd Robinson (2013)
- Il libro di Daniele (The Book of Daniel), regia di Anna Zielinski (2013)
- Blood Shot, regia di Dietrich Johnston (2013)
- Road to Paloma, regia di Jason Momoa (2014)
- Garm Wars - L'ultimo druido (Garm Wars: The Last Druid), regia di Mamoru Oshii (2014)
- Lake Eerie, regia di Chris Majors (2015)
- Stung, regia di Benni Diez (2015)
- Harbinger Down - Terrore tra i ghiacci (Harbinger Down), regia di Alec Gillis (2015)
- Kids vs Monsters, regia di Sultan Saeed Al Darmaki (2015)
- Mom and Dad, regia di Brian Taylor (2017)
- Falling, regia di Viggo Mortensen (2020)
- The Unhealer - Il potere del male (The Unhealer), regia Martin Guigui (2020)
- La caccia dei lupi (The Dead of Night), regia di Robert Dean (2021)
- Vote for Santa, regia di Francesco Cinquemani (2022)

#### Televisione
- B.A.D. Cats – serie TV, episodio 1x01 (1980)
- I Ryan (Ryan's Hope) – serial TV, 8 puntate (1980)
- New York New York (Cagney & Lacey) – serie TV, episodi 2x11-4x02 (1983-1984)
- Hardcastle & McCormick (Hardcastle and McCormick) – serie TV, episodi 1x03-2x05 (1983-1984)
- A-Team (The A-Team) – serie TV, episodio 2x14 (1984)
- Riptide – serie TV, episodio 1x12 (1984)
- Legmen – serie TV, episodio 1x08 (1984)
- Scene of the Crime – serie TV, episodio 1x01 (1984)
- La bella e la bestia (Beauty and the Beast) – serie TV, episodio 3x05 (1989)
- I racconti della cripta (Tales from the Crypt) – serie TV, episodi 2x03-3x14 (1990-1991)
- Incubi (Two-Fisted Tales), regia di Tom Holland – film TV (1992)
- Millennium – serie TV, 67 episodi (1996-1999)
- Harsh Realm – serie TV, episodio 1x01 (1999) – non accreditato
- X-Files (The X-Files) – serie TV, episodio 7x04 (1999)
- Ritorno dalle acque maledette (Lost Voyage), regia di Christian McIntire – film TV (2001)
- The Last Cowboy, regia di Joyce Chopra – film TV (2003)
- Into the West – miniserie TV (2005)
- Supernova, regia di John Harrison – film TV (2005)
- Caccia al ragno assassino (In the Spider's Web), regia di Terry Winsor – film TV (2007)
- Caminhos do Coração – telenovela, 6 puntate (2007)
- Tre signore e una grande impresa (Ladies of the House), regia di Karen Struck – film TV (2008)
- NCIS - Unità anticrimine (NCIS) – serie TV, episodio 6x17 (2009)
- Castle – serie TV, episodio 3x09 (2010)
- Le streghe di Oz (The Witches of Oz) – miniserie TV (2011)
- Memphis Beat – serie TV, episodio 2x10 (2011)
- Zeus alla conquista di Halloween (The Dog Who Saved Halloween), regia di Peter Sullivan – film TV (2011)
- Hannibal – serie TV, episodio 1x09 (2013)
- The Blacklist – serie TV, 5 episodi (2015-2017)
- Into the Badlands – serie TV, episodi 1x05-1x06-2x02 (2015-2017)
- Grey's Anatomy – serie TV, episodio 12x14 (2016)
- Criminal Minds – serie TV, episodio 11x18 (2016)
- The Night Shift – serie TV, episodi 3x02-3x08 (2016)
- Legends of Tomorrow – serie TV, episodio 2x05 (2016)
- La giustiziera senza nome (Bring on the Dancing Horses) – miniserie TV (2022)
- Rabbit Hole – serie TV, episodio 1x08 (2023)

### Doppiatore
- Tarzan, regia di Chris Buck e Kevin Lima (1999)
- Tarzan 2, regia di Brian Smith (2005)
- IGPX – serie animata, episodio 1x01 (2005)
- Chiamata da uno sconosciuto (When a Stranger Calls), regia di Simon West (2006)
- Mass Effect – videogioco (2007)
- Call of Duty: Modern Warfare 2 – videogioco (2009)
- Mass Effect 2 – videogioco (2010)
- La leggenda di Korra (The Legend of Korra) – serie animata, 7 episodi (2011-2012)
- Mass Effect 3 – videogioco (2012)
- Tron - La serie (Tron: Uprising) – serie animata, 15 episodi (2012-2013)
- The Strain – serie TV, episodio 1x01 (2014)
- Teenage Mutant Ninja Turtles - Tartarughe Ninja (Teenage Mutant Ninja Turtles) – serie animata, episodio 3x24 (2015)
- Detroit: Become Human – videogioco (2018)
- The Quarry – videogioco (2022)
- Aqua Teen Hunger Force – serie animata, 1 episodio (2023)

## Riconoscimenti

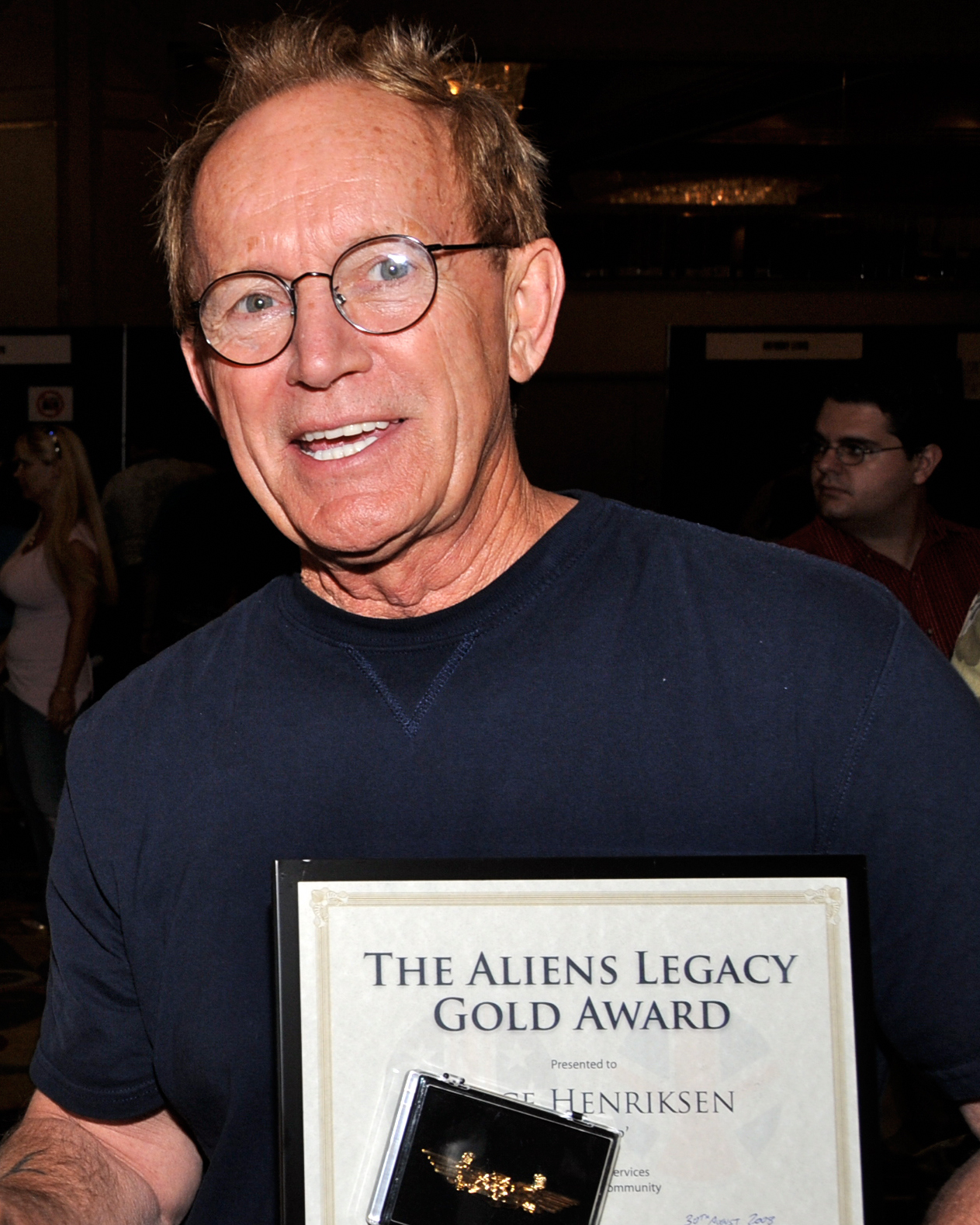
Lance Henriksen riceve l'Aliens Legacy Gold Award al Dragon Con 2008

- 1991 – Premio come miglior attore al Fantafestival per Il pozzo e il pendolo (1991)
- 1994 – Nominato al Saturn per miglior attore all'"Academy of Science Fiction, Fantasy & Horror Films" per il film Pumpkinhead
- 1994 – Premio Saturn per miglior attore non protagonista all'"Academy of Science Fiction, Fantasy & Horror Films" per il film Senza tregua
- 1997 – Candidatura al Golden Globe per miglior performance di un attore in una serie TV per Millennium
- 1998 – Candidatura al Golden Globe per miglior performance di un attore in una serie TV per Millennium
- 1999 – Candidatura al Golden Globe per miglior performance di un attore in una serie TV per Millennium
- 2006 – Premio della giuria come miglior attore non protagonista all'Austin Fantastic Fest per il film Abominable
- 2009 – Premio alla carriera dell'"Academy of Science Fiction, Fantasy & Horror Films"

## Doppiatori italiani
Nelle versioni in italiano delle opere in cui ha recitato, Lance Henriksen è stato doppiato da:
- Ennio Coltorti in Millennium, X-Files, Scream 3, Alien vs. Predator, Supernova, Castle, Good Day for it, Memphis Beat, Legends of Tomorrow
- Michele Gammino in Doppio taglio, Il buio si avvicina, Johnny il bello, Ceneri alle ceneri - Pumpkinhead 3, Caccia al ragno assassino, Criminal Minds, Garm Wars - L'ultimo druido
- Massimo Foschi in Aliens - Scontro finale, Gli occhi del delitto, Senza tregua
- Romano Malaspina in Quel pomeriggio di un giorno da cani, Alien³ (Bishop I), The Mangler 2
- Renato Cortesi in Quinto potere, Madhouse, NCIS - Unità anticrimine
- Angelo Nicotra in Dead Man, Appaloosa, The Blacklist
- Luciano De Ambrosis in Stridulum, Screamers 2 - L'evoluzione
- Rodolfo Bianchi in Alien³ (Bishop II), Hannibal
- Oreste Rizzini in Da solo contro tutti, Powder - Un incontro straordinario con un altro essere
- Dario Penne in Boulevard, The Untold
- Antonio Paiola in Unspeakable, Phantom
- Michele Kalamera in Devil on the Mountain, Into the Badlands
- Carlo Reali in Jennifer's Body, Grey's Anatomy
- Diego Reggente in Terrore nel buio
- Vittorio Congia ne Il prossimo uomo
- Osvaldo Ruggieri in La maledizione di Damien
- Luciano Melani in Piraña paura
- Silvio Anselmo in Terminator
- Sandro Iovino ne La casa 7
- Luciano Roffi ne I racconti della cripta (ep. 2x03)
- Silvano Tranquilli ne Il pozzo e il pendolo
- Francesco Pannofino in Forza d'urto
- Renzo Stacchi in Incubi
- Stefano De Sando ne Il migliore amico dell'uomo
- Cesare Barbetti in Fuga da Absolom
- Pietro Biondi ne Il colore della notte
- Sergio Graziani in Pronti a morire
- Bruno Alessandro ne I colori dell'anima
- Gianni Gaude ne La paura dilaga
- Manlio De Angelis in Pistol Whipped - L'ultima partita
- Nino Prester in Alone in the Dark II
- Edoardo Siravo in Le streghe di Oz
- Stefano Mondini in The Last Push
- Emidio La Vella in Road to Paloma
- Massimo Milazzo in Terrore tra i ghiacci
- Oliviero Dinelli in The Night Shift
- Carlo Valli in Falling - Storia di un padre
- Gianni Giuliano in Rabbit Hole

Da doppiatore è sostituito da:
- Ennio Coltorti in Tarzan, Tarzan 2, Tron - La serie
- Marco Pagani in Mass Effect, Mass Effect 2
- Loris Loddi in Chiamata da uno sconosciuto
- Gabriele Calindri in Mass Effect 3
- Bruno Alessandro in The Strain
- Mario Scarabelli in Detroit: Become Human
- Gianni Quillico in The Quarry
- Guido Rutta in Lacuna, West of Hell